# Joan Fitzgerald
Joan Fitzgerald, contessa di Ormond (Kinsale, 1509/1514 – 2 gennaio 1565), è stata una nobildonna irlandese.

## Biografia
Nacque a Desmond Castle, Kinsale intorno al 1509 o 1514, figlia ed erede di James Fitzgerald, X conte di Desmond, e di sua moglie Amy O'Brien. Aveva una sorella più giovane, Lady Honora Fitzgerald (morta nel 1577), che in seguito sposò Pierce Butler.

## Matrimoni
Il 21 dicembre 1532 sposò James Butler, IX conte di Ormond. Ebbero sette figli:
- Thomas Butler, X conte di Ormond (1532 - 22 novembre 1614), sposò in prime nozze Elizabeth Berkeley, in seconde nozze, Elizabeth Sheffield, dalla quale ebbe figli, in terze nozze, Helen Barry;
- John Butler di Kilcash (? - 10 maggio 1570), sposò Katherine MacCartie, dalla quale ebbe un figlio, Walter Butler, XI conte di Ormond;
- Edward Butler, sposò Mary Bourke, ebbero figli;
- Walter Butler, si sposò ed ebbe una figlia;
- Sir Edmund Butler (1534-1602), sposò Eleanor Eustace, ebbero figli;
- James Butler di Duiske;
- Piers Butler;

James morì il 28 ottobre 1546 per avvelenamento. Come vedova, poteva legalmente agire in modo indipendente e ha ripreso il controllo della sua dote. Ha anche chiesto l'aiuto di persone influenti a corte, al fine di proteggere l'eredità dei suoi figli.
Nell'agosto 1548 sposò il cortigiano e diplomatico inglese Sir Francis Bryan. Venne nominato Lord Chief Justice of Ireland e la coppia tornò in Irlanda, nel mese di novembre 1548. Ebbero due figli: Francis e Elizabeth.
A causa della sua reputazione di essere un rastrello e libertino alla corte inglese, Sir Francis Bryan guadagnato il soprannome di "Vicario di Diavolo". Mentre stava per morire a Clonmel, Joan era a una battuta di caccia con suo cugino, Gerald. Suo marito morì il 2 febbraio 1550, e nel 1551 sposò Gerald. Il loro matrimonio ha portato una pace temporanea tra le famiglie rivali dei Butler e dei FitzGerald. Gerald succedette alla contea nel 1558, rendendo Joan, contessa di Desmond. Ha usato il suo talento per la diplomazia di agire come un "operatore di pace" tra suo figlio maggiore e il terzo marito.

## Morte
Joan mantenne una corrispondenza amichevole con la regina Elisabetta I. Nel 1562, il marito è stato inviato alla Torre di Londra per il suo comportamento insolente nel Privy Council. Joan cercò di convincere la regina a liberarlo. Ci riuscì nel 1564, tuttavia, morì poco dopo il 2 gennaio 1565. Fu sepolta nel convento di Askeaton a Limerick.